# رحیم‌لی (کلبجر)
رحیم‌لی (به لاتین: Rəhimli) یک منطقهٔ مسکونی در جمهوری آذربایجان است که در شهرستان کلبجر واقع شده‌است.